# Johana z Marle
Johana z Marle, suo jure paní z Marle a hraběnka ze Soissons, paní z Oisy, vikomtesa z Meaux a hraběnka ze Saint-Pol, Brienne, Ligny, a Conversana (1415 – 14. května 1462) byla urozená francouzská dědička a svrchovaná hraběnka. Byla jediným dítětem Roberta z Baru, hraběte z Marle a Sissons, pána z Oisy, který byl zabit v bitvě u Azincourtu, když byla ještě dítě, a stala se jedinou dědičkou jeho titulů a majetku. V roce 1430, v patnácti letech, byla Johana jednou ze tří žen, které měly na starosti Johanku z Arku vězněnou na zámku Jana II. Lucemburského, hraběte z Ligny, Johanina nevlastního otce.
Byla první manželkou Ludvíka Lucemburského, hraběte ze Saint-Pol, Brienne, Ligny a Conversana, konstábla Francie. Oba jsou předky Marie Stuartovny, krále Jindřicha IV. Francouzského a následných králů z rodu Bourbonů.

## Rodina
Johana se narodila v roce 1415 jako jediné dítě Roberta z Baru, hraběte z Marle a Soissons, pána z Oisy, a Johany de Béthune, vikomtesy z Meaux. Jejími prarodiči z otcovy strany byli Jindřich z Marle, markýz z Pont-à-Mousson, a Marie z Coucy, hraběnka ze Soissons, a z matčiny strany Robert VIII. de Béthune, vikomt z Meaux, a Isabela de Ghistelles, dcera Jana de Ghistelles a Markéta de Reingleset. Přes svou babičku byla Johana potomkem krále Eduarda III. Anglického a Filipy z Hainaultu – jejich nejstarší dcera Isabela byla matkou Marie z Coucy.
Dne 25. října 1415 byl její otec zabit v bitvě u Azincourtu, a malá Johana se stala jedinou dědičkou jeho titulů a majetku. V roce 1418 se její matka podruhé vdala, a to za Jana II. Lucemburského, hraběte z Ligny a de Guise, syna Jana Lucemburského, pána z Beauvois a Markéty z Enghien, hraběnky z Brienne a Conversana. Toto manželství bylo bezdětné.
V roce 1430 Johanin nevlastní otec Jan na svém hradě v Beaurevoir věznil Johanku z Arku. Johanka, která byla o tři roky starší než Johana, byla umístěna do péči Johany, její matky a Johany Lucemburské, Janovy starší tety. Tyto tři žen dělaly co mohly, aby Johanku v jejím vězení utěšily, a neúspěšně se ji snažily přesvědčit, aby vyměnila mužské oblečení za ženské. Johanka jim byla vděčná za to, jak k ní byly laskavé a soucitné. Přes jejich prosby nakonec Jan vydal Johanku Angličanům za 10 000 livrů.

## Manželství a potomci
Dne 16. července 1435, ve dvaceti letech, se Johana provdala za Ludvíka Lucemburského, hraběte ze Saint-Pol, Brienne, Ligny a Conversana, konstábla Francie. Svatba se konala v Chateau de Bohain. Byla Ludvíkovou první manželkou. Ludvík byl nejstarším synem Petra Lucemburského, hraběte ze Saint-Pol, Brienne a Conversana, a jeho manželky Markéty z Baux. Jeho starší sestrou byla Jacquetta Lucemburská, matka Alžběty Woodvillové. Ludvík byl synovcem Johanina nevlastního otce Jana.
Johana s Ludvíkem měli několik dětí, mj.:
- Jan Lucemburský († 1476)
- Jacqueline († 1511)
- Petr II. Lucemburský (1440–1482)
- Karel (1447–1509)
- Antonín Lucemburský (1450–1519)
- Helena († 1488)

Johana zemřela 14. května 1462 ve čtyřiceti sedmi letech.